# Anny Flusser
Anny Flusser (vl. jménem Anna Flusserová)  (16. dubna 1914 Teplice-Šanov – 8. března 1944 KL Auschwitz-Birkeanu) (Vyvraždění tzv. Terezínského rodinného tábora) byla českoněmecká židovská herečka, operní a operetní zpěvačka. Působila zejména v Městském divadle v Teplicích a obsazována byla hlavně do rolí tzv. subret.

## Život
Anny Flusser se narodila 6. dubna 1914 v Teplicích-Šanově do starobylé, zde po mnoho generací osedlé židovské rodiny jako nejstarší ze šesti sourozenců. Jedná o jednu z nejstarších židovských rodin ve městě. Otec Anny Otto Flusser byl jedním z hlavních košer řezníků místní židovské náboženské obce a běhěm 1. sv. války sloužil jako důstojník 13. dragounského regimentu na Italské frontě, kde byl několikrát vyznamenán za statečnost. Annin děd Ignaz byl v Teplicích v půlce 19. století váženým občanem města, úspěšným podnikatelem a zastupitelem města. Byl hlavním košer dodavatelem města i židovských lázeňských hostí; měl několik košer provozoven a obchodů. Jeho náhrobek na Novém židovském hřbitově v Teplicích patří k jedněm z nejhonosnějších vůbec.

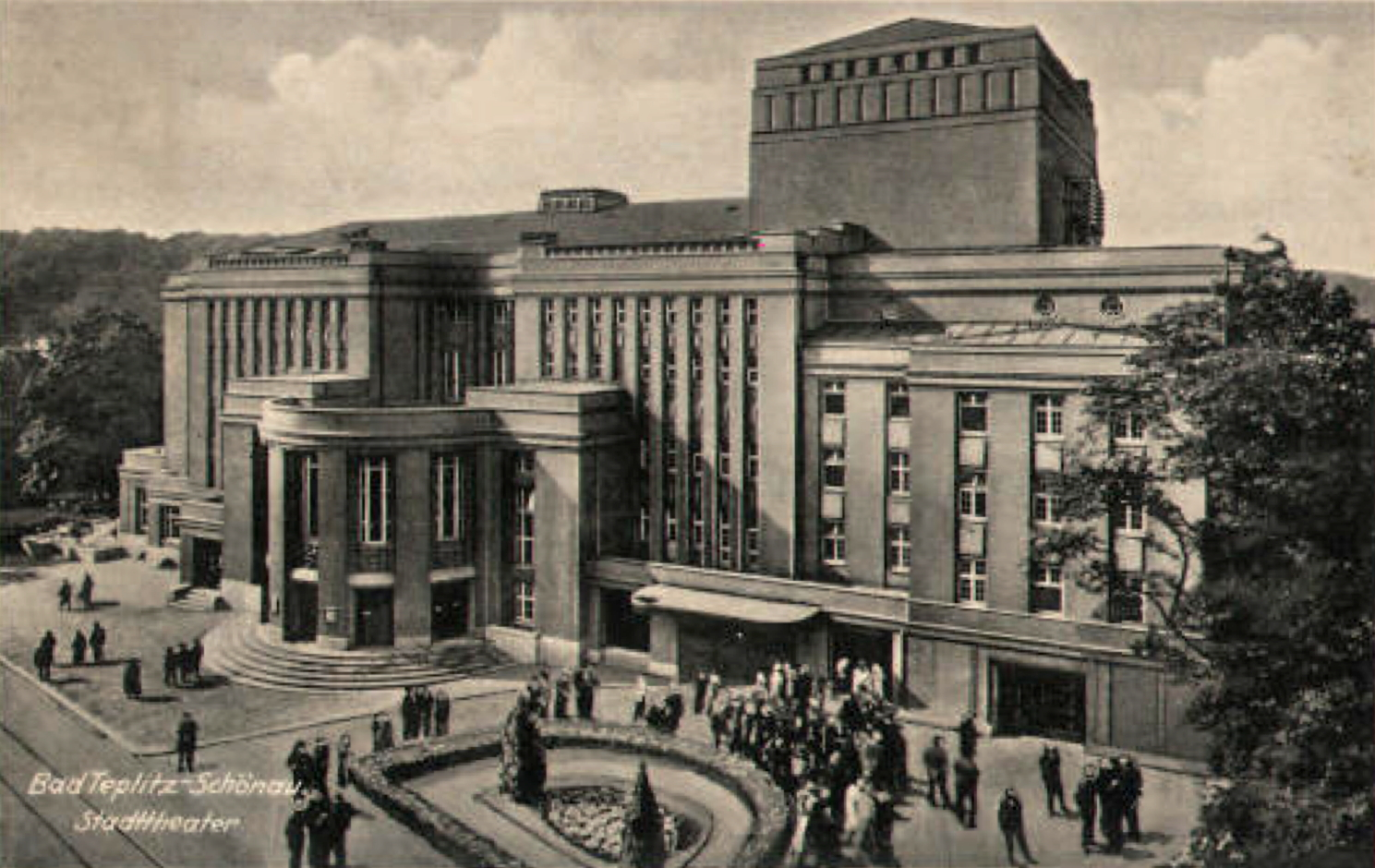
Historický snímek divadelní budovy

O mládí Anny se nedochovaly téměř žádné informace; je pouze jako čtrnáctiletá žačka teplické taneční školy zmíněna v regionálním tisku. V jejích 18 letech ji Fritze Kennemann angažoval v Novém městském divadle (Neues Stadttheater, dnešní Krušnohorské divadlo) do vedlejších rolí služebných. Debutovala ve hře 2. Stock, Tür 19 (Zilahy) a poté hrála Sophii, služebnou Lady Milford v Kabale und Liebe (Schiller), Babette v Eine Frau, die weiss was sie will (Grünwald/O. Straus), Odu von Oldersleben v Mädchen im Uniform (Winsloe), Eugenii v Ist Geraldine ein Engel (Jaray) nebo v malé roli po boku Gisely Werbezirk, která byla pozvaná do Teplic v červenci 1933, aby vystoupila ve hře Geschäfte der Fürstin Rovetto (Stärk/Eisler).
Anny Flusser vystupovala v Novém městském divadle během jeho družstevního období, kde hrála paní von Leuckeld ve Feldherrnhügel (Roda Roda/Rössler/Frakas/Fall) v dubnu 1934. Pro roky 1934-35 získala Anny Flusserová několik angažmá Teplicích a v Mostu (pod Curthem Hurrlem), před ročním angažmá v letech 1935-36 v Městském divadle Most, kde jako jedna ze šesti stálých hereček souboru ztvárnila mnoho rolí.

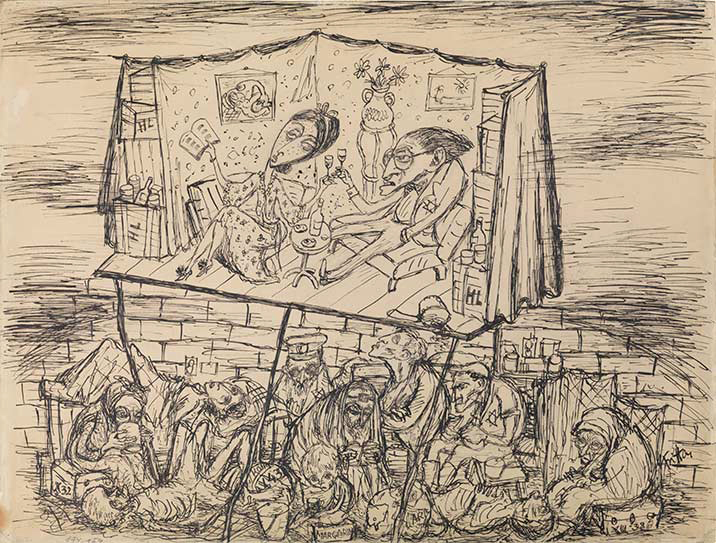
Theresienstadt artist Bedřich Fritta's caricature of "prominent" prisoners

Po záboru Sudet 30. září 1938 nacistickým Německem a útěku do Prahy se Anny pokusila s celou rodinou emigrovat do Šanghaje, což se nepodařilo. Jakožto Židovka byla záhy zatčena nacisty; 2. července 1942 deportována transportem AAl, č. 17 do Ghetta v Terezíně. Odtud odjela transportem Cu, č. 841 1. února 1943 do Auschwitz-Birkenau, kde zahynula, patrně během likvidace tzv. Terezínského rodinného tábora.

## Založení tábora BIIb
Sekce koncentračního tábora Auschwitz-Birkenau označovaná jako BIIb (Bauabschnitt II b – stavební úsek, sekce II b) začala být v rámci celého úseku BII budována od počátku roku 1943. Jednotlivé části této sekce byly postupně dokončovány (BIIe – únor 1943, BIId a BIIf – červenec 1943, BIIc – červen 1944). Sekce BIIb byla předána k užívání v souvislosti s příjezdem zářijových transportů z Terezína na počátku září 1943. Tato sekce měla identickou podobu jako BIIc, BIId a BIIe. V každém z těchto úseků bylo na ploše 600 × 130 m postaveno 32 dřevěných baráků o rozměrech 40,76 × 9,56 × 2,56 m (kubatura 1032 m³). Dále zde bylo 6 baráků, v nichž byly umývárny a latríny. U brány do sekce stály ještě 2 kuchyňské budovy.
Její mladší sestře Alici se (jako jediné z celé rodiny Flusserů) podařilo přežít společně s manželem Františkem R. Krausem a po válce se vrátit do Prahy.